# Nanamonodes
Nanamonodes är ett släkte av fjärilar. Nanamonodes ingår i familjen nattflyn.
Kladogram enligt Catalogue of Life:
| Nanamonodes | \| \| Nanamonodes albilinea \| \| \| \| \| \| Nanamonodes trilineata \| \| \| \| |
|             | \| \| Nanamonodes albilinea \| \| \| \| \| \| Nanamonodes trilineata \| \| \| \| |
|             | Nanamonodes albilinea                                                            |
|             |                                                                                  |
|             | Nanamonodes trilineata                                                           |
|             |                                                                                  |